# Japan Soccer League
Japan Soccer League (日本サッカーリーグ Nihon Sakkā Rīgu), hay JSL, là giải đấu bóng đá cấp cao nhất Nhật Bản trong khoảng từ năm 1965 đến 1992, và là tiền thân của giải chuyên nghiệp hiện nay, J. League. JSL là giải đấu thể thao thứ hai dành cho các đội thể thao của Nhật Bản sau giải chuyên nghiệp Nippon Professional Baseball được thành lập năm 1936. JSL là giải đấu thể thao quốc gia đầu tiên dành cho các đội nghiệp dư của Nhật.

## Lịch sử
Mỗi đội của JSL đại diện cho một công ty, giống như các đội bóng chày Nhật Bản, lấy tên theo các công ty sở hữu đội bóng. Không giống như bóng chày, vẫn có lên và xuống hạng giống như J.League ngày nay. Các cầu thủ là những người nghiệp dư chính thức, họ là nhân viên của công ty đó, nhưng đặc biệt những năm sau đó, những cầu thủ hàng đầu được trả tiền chỉ để chơi bóng.
Giải JSL ban đầu chỉ bao gồm có một hạng đấu, nhưng từ năm 1972 giải Hạng Hai được thêm vào. Các câu lạc bộ tham dự có thể bằng các vô địch All Japan Senior Football Championship và sau đó thi đấu trận tranh lên hạng với đội xếp cuối JSL. Từ năm 1973 đến 1980, cả đội vô địch và á quân của giải Hạng Hai thi đấu trận tranh lên/xuống hạng với những đội xếp cuối của Hạng Nhất; sau đó đến năm 1984, chỉ còn đội á quân là thi đấu trận này.
Những đội JSL hàng đầu bao gồm Hitachi Ltd., Furukawa Electric, Mitsubishi Heavy Industries, Nissan Motors, Toyo Industries (Mazda) và Yomiuri Shimbun, những đội hiện tại, lần lượt là, Kashiwa Reysol, JEF United Ichihara Chiba, Urawa Red Diamonds, Yokohama F. Marinos, Sanfrecce Hiroshima và Tokyo Verdy. Furukawa/JEF United là đội chưa từng xuống Hạng Hai và họ giữ được điều đó đến tận năm 2009.
JSL thi đấu mùa cuối cùng vào 1991/92 và J. League bắt đầu năm 1993. Chín đội đứng đầu JSL, (cùng với đội mới Shimizu S-Pulse) trở thành những thành viên đầu tiên của J.League. Ngoại trừ Yomiuri Junior sáp nhập và đội một Yomiuri Club còn lại thi đấu tại Japan Football League.

## Vô địch

### Hạng Nhất
Tất cả các đội đều được liệt kê dưới tên ở mùa 1992, mùa cuối cùng. Các câu lạc bộ nghiêng không còn tồn tại.
| Câu lạc bộ         | Vô địch | Á quân | Mùa vô địch                           | Mùa á quân                         |
| ------------------ | ------- | ------ | ------------------------------------- | ---------------------------------- |
| Yomiuri SC         | 5       | 3      | 1983, 1984, 1986–87, 1990–91, 1991–92 | 1979, 1981, 1989–90                |
| Mazda SC           | 5       | 1      | 1965, 1966, 1967, 1968, 1970          | 1969                               |
| Mitsubishi Motors  | 4       | 6      | 1969, 1973, 1978, 1982                | 1970, 1971, 1974, 1975, 1976, 1977 |
| Yanmar Diesel      | 4       | 4      | 1971, 1974, 1975, 1980                | 1968, 1972, 1978, 1982             |
| Fujita SC          | 3       | 1      | 1977, 1979, 1981                      | 1980                               |
| Nissan Motors      | 2       | 4      | 1988–89, 1989–90                      | 1983, 1984, 1990–91, 1991–92       |
| JR East Furukawa   | 2       | 1      | 1976, 1985                            | 1967                               |
| Hitachi SC         | 1       | 1      | 1972                                  | 1973                               |
| Yamaha Motors      | 1       | 0      | 1987–88                               |                                    |
| NKK SC             | 0       | 3      |                                       | 1985, 1986–87, 1987–88             |
| Thép Nippon Yawata | 0       | 2      |                                       | 1965, 1966                         |
| ANA SC             | 0       | 1      |                                       | 1988–89                            |

### Hạng Hai
Tất cả các đội đều được liệt kê dưới tên ở mùa 1992, mùa cuối cùng. Các câu lạc bộ nghiêng không còn tồn tại.
| Câu lạc bộ                    | Vô địch | Á quân | Mùa vô địch   | Mùa á quân       |
| ----------------------------- | ------- | ------ | ------------- | ---------------- |
| Yomiuri SC                    | 2       | 2      | 1974, 1977    | 1975, 1976       |
| Công nghiệp Kim loại Sumitomo | 2       | 2      | 1984, 1986–87 | 1983, 1991–92    |
| Toshiba SC                    | 2       | 1      | 1979, 1988–89 | 1982             |
| Honda Motors                  | 2       | 0      | 1978, 1980    |                  |
| NKK SC                        | 2       | 0      | 1981, 1983    |                  |
| Toyota Motors                 | 1       | 2      | 1972          | 1986–87, 1989–90 |
| Fujitsu SC                    | 1       | 2      | 1976          | 1974, 1980       |
| Dược Tanabe                   | 1       | 1      | 1975          | 1972             |
| Yamaha Motors                 | 1       | 1      | 1982          | 1979             |
| Điện Matsushita               | 1       | 1      | 1985          | 1987–88          |
| ANA SC                        | 1       | 1      | 1987–88       | 1984             |
| Hitachi SC                    | 1       | 1      | 1990–91       | 1988–89          |
| Công nghiệp Eidai             | 1       | 0      | 1973          |                  |
| Mitsubishi Motors             | 1       | 0      | 1989–90       |                  |
| Fujita SC                     | 1       | 0      | 1991–92       |                  |
| Nissan Motors                 | 0       | 3      |               | 1977, 1978, 1981 |
| Mazda SC                      | 0       | 2      |               | 1985, 1990–91    |
| Kofu SC                       | 0       | 1      |               | 1973             |

### Cúp Liên đoàn
Xem Japan Soccer League Cup.

### Konica Cup
Xem Konica Cup (bóng đá).

## Các thành viên của JSL
Tên đứng đằng sau là tên hiện tại

### 8 Câu lạc bộ ban đầu
- Điện Furukawa (1965–1992) - JEF United Ichihara Chiba
- Hitachi Head Office / Hitachi (1965–1992) - Kashiwa Reysol
- Công nghiệp nặng Mitsubishi / Mitsubishi Motors (1965–1992) - Urawa Red Diamonds
- Xưởng dệt tự động Toyoda (1965-1968, 1972-1973) - Công nghiệp Toyota Tōkai League Hạng 2
- Nagoya Sogo Ginko (Mutual Bank)(1965-1966, 1968-1971) - Nagoya WEST F.C. Tỉnh Aichi Hạng 1
- Yanmar Diesel (1965–1992) - Cerezo Osaka
- Công nghiệp Toyo / Mazda (1965–1992) - Sanfrecce Hiroshima
- Thép Yawata / Thép Nippon (1965–1991) - giải thể

### Các câu lạc bộ Hạng Nhất khác
Xếp theo thứ tự thăng hạng
- Nippon Kokan (Ống thép Nippon) / NKK F.C. (1967–1992)- giải thể
- Towa Real Estate / Công nghiệp Fujita / Fujita (1972–1992) - Shonan Bellmare
- Công nghiệp Toyota Motor / Toyota Motor (1972–1992) - Nagoya Grampus
- Tanabe Seiyaku (Dược) (1972–1992) - Osaka Prefectural League Hạng 3 Bảng C
- Eidai Sangyo (Công nghiệp) (1972–1977) - giải thể
- Fujitsu (1972–1992) - Kawasaki Frontale
- Yomiuri (1972–1992) - Tokyo Verdy
- Nissan Motors (1976–1992) - Yokohama F. Marinos
- Yamaha Motor (1979–1992) - Júbilo Iwata
- Honda (1975–1992) - Honda F.C. JFL
- Công nghiệp Kim loại Sumitomo (1973–1992) - Kashima Antlers
- Yokohama Tristar / ANA (1983–1992) - Yokohama Flügels, giải thể
- Công nghiệp Điện Matsushita (1984–1992) - Gamba Osaka
- Toshiba Horikawacho / Toshiba (1978–1992) - Consadole Sapporo

### Những câu lạc bộ nổi tiếng của Hạng Hai
Nhiều câu lạc bộ chỉ thăng hạng cao nhất sau khi J. League được thành lập.
- Kofu Club (1972–1992) - Ventforet Kofu
- Kyoto Shiko Club (1972-1978, 1988-1992) - Kyoto Purple Sanga - Kyoto Sanga FC (từ 2007)
(Kyoto Shiko Club thành lập năm 1993 hiện đang thi đấu tại Kansai Hạng 2)
- Kawasaki Steel (1986–1992) - Vissel Kobe
- NTT Kanto (1987–1992) - Omiya Ardija
- Dược Otsuka (1990–1992) - Tokushima Vortis
- Tokyo Gas (1992–1992) - F.C. Tokyo
- Chūō Bohan (Trung tâm Phòng chống Tội phạm)(1992–1992) - Avispa Fukuoka
- TDK SC (1985–1987) - Blaublitz Akita